# Česká Třebová–Prága-vasútvonal
A Česká Třebová–Prága-vasútvonal egy 165 km hosszúságú, 3 kV egyenárammal villamosított normál nyomtávolságú vasútvonal Csehországban Česká Třebová és Prága között. A vasútvonal fontos nemzetközi fővonal, Csehország fővárosát köti össze Szlovákiával, Ausztriával, Magyarországgal és Lengyelországgal.
Része a Nürnberg-Athén európai korridornak.

## Képgaléria

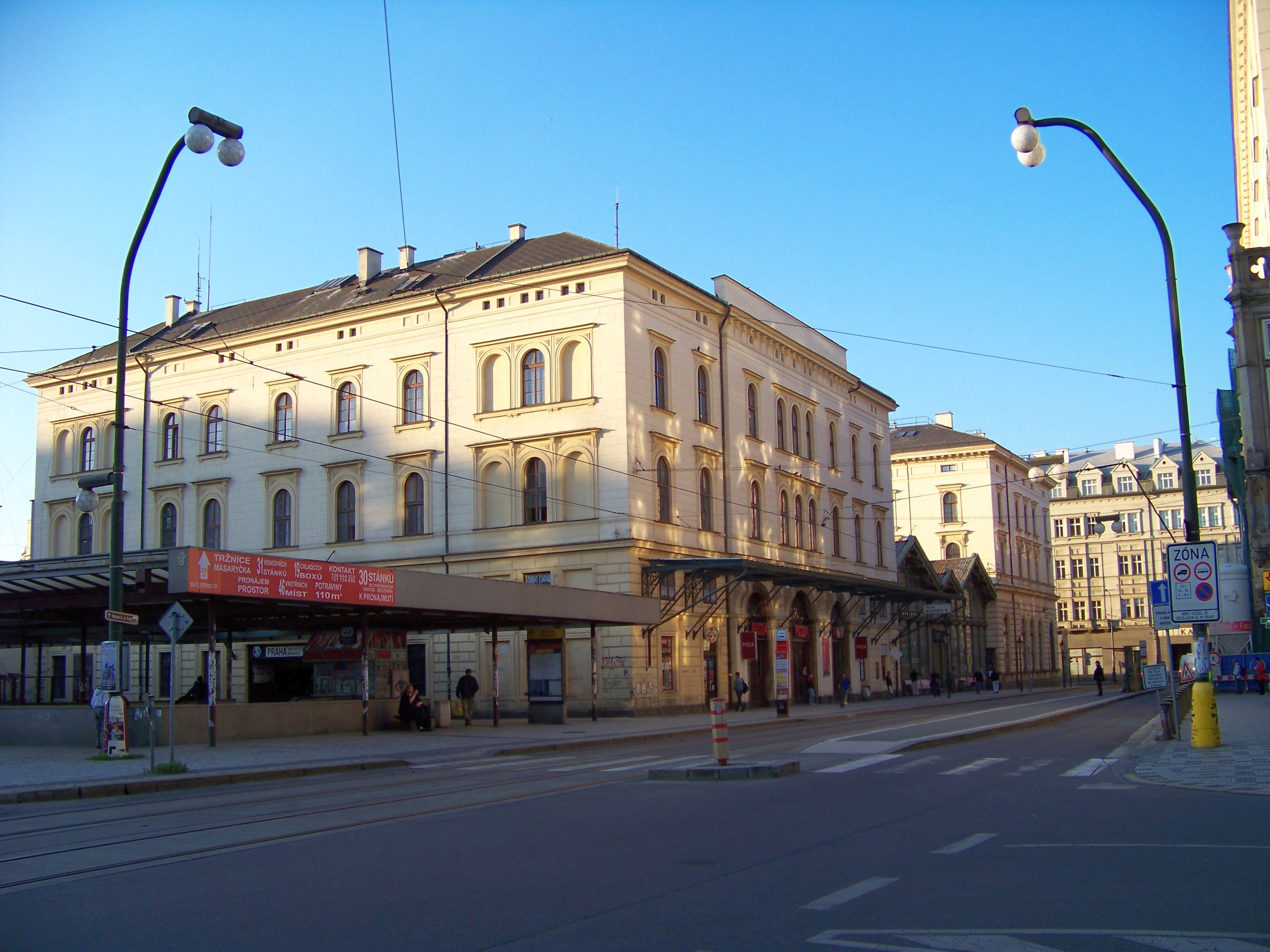
Praha Masarykovo nádraží
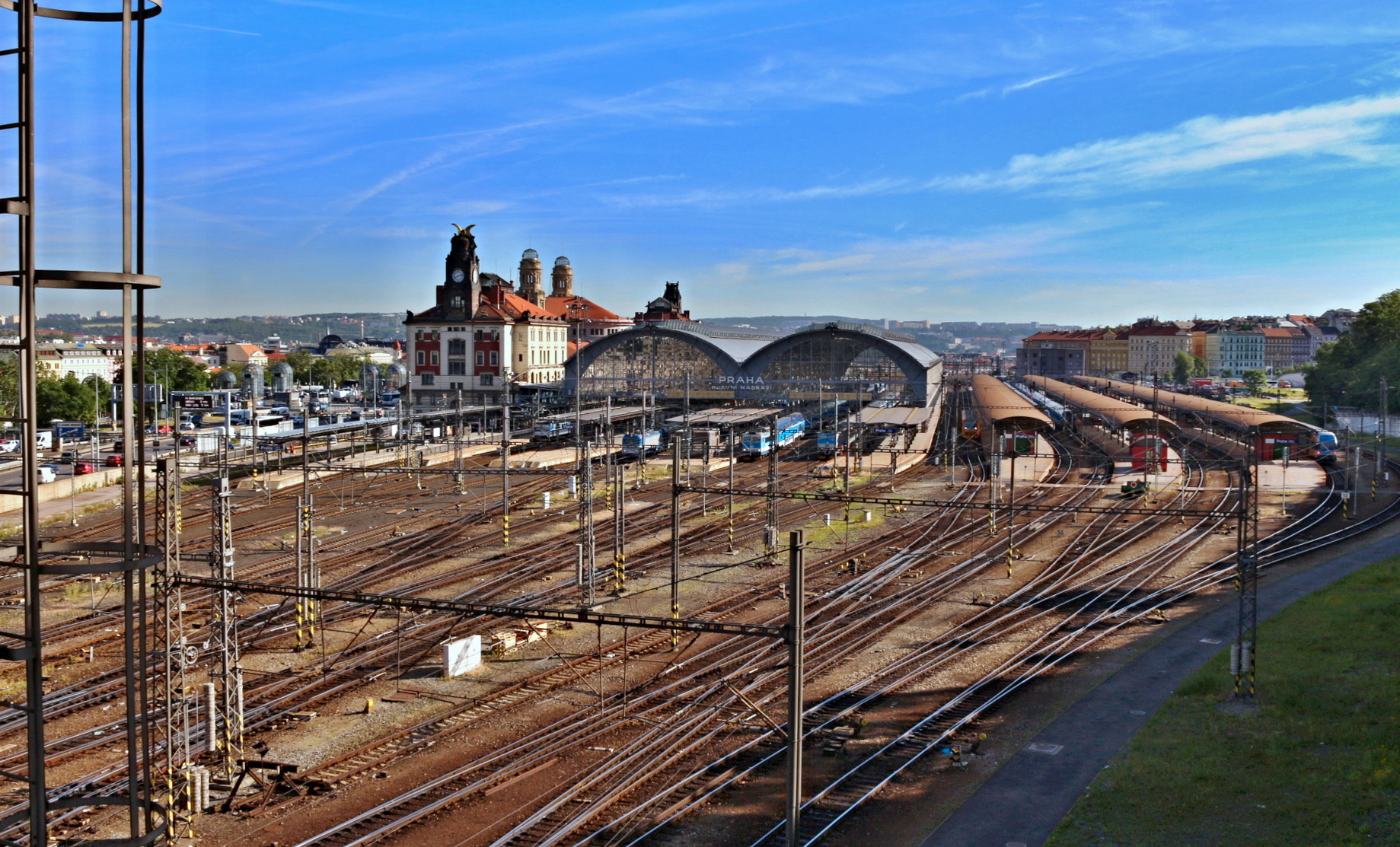
Praha hl.n.
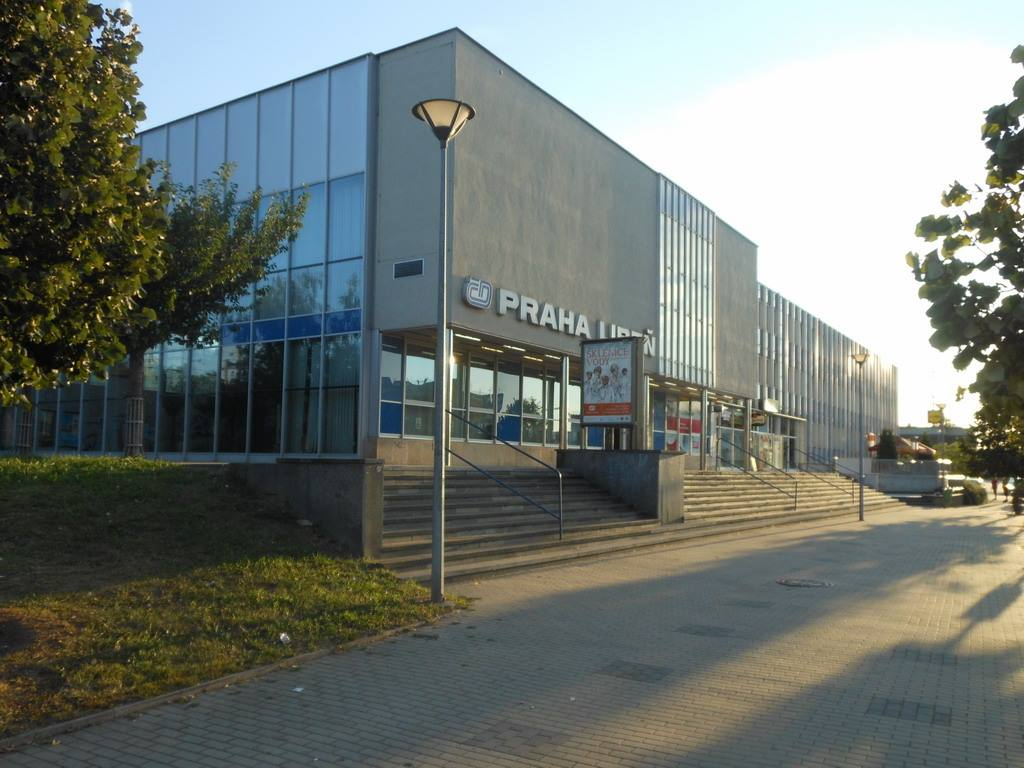
Praha-Libeň
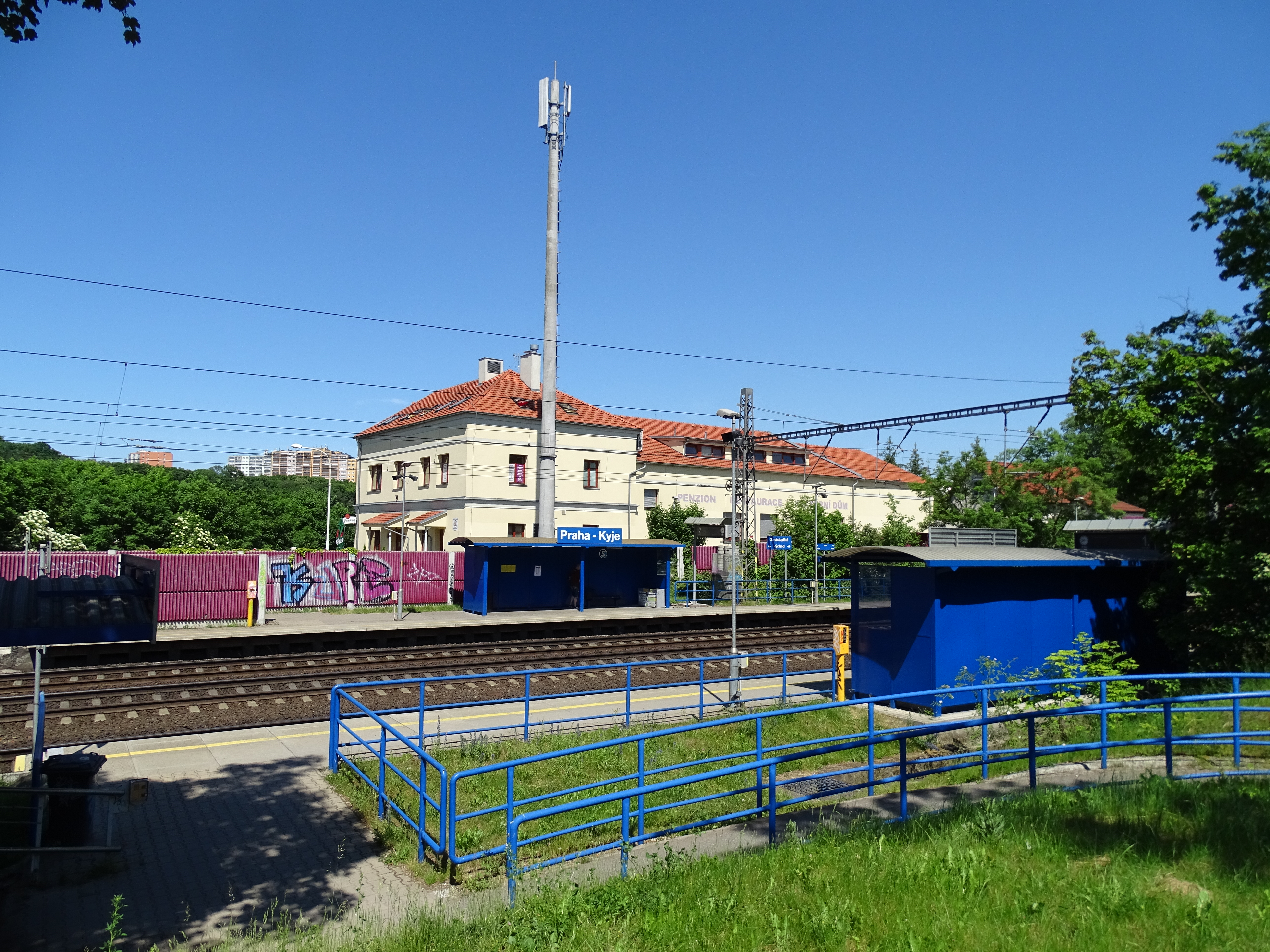
Praha-Kyje
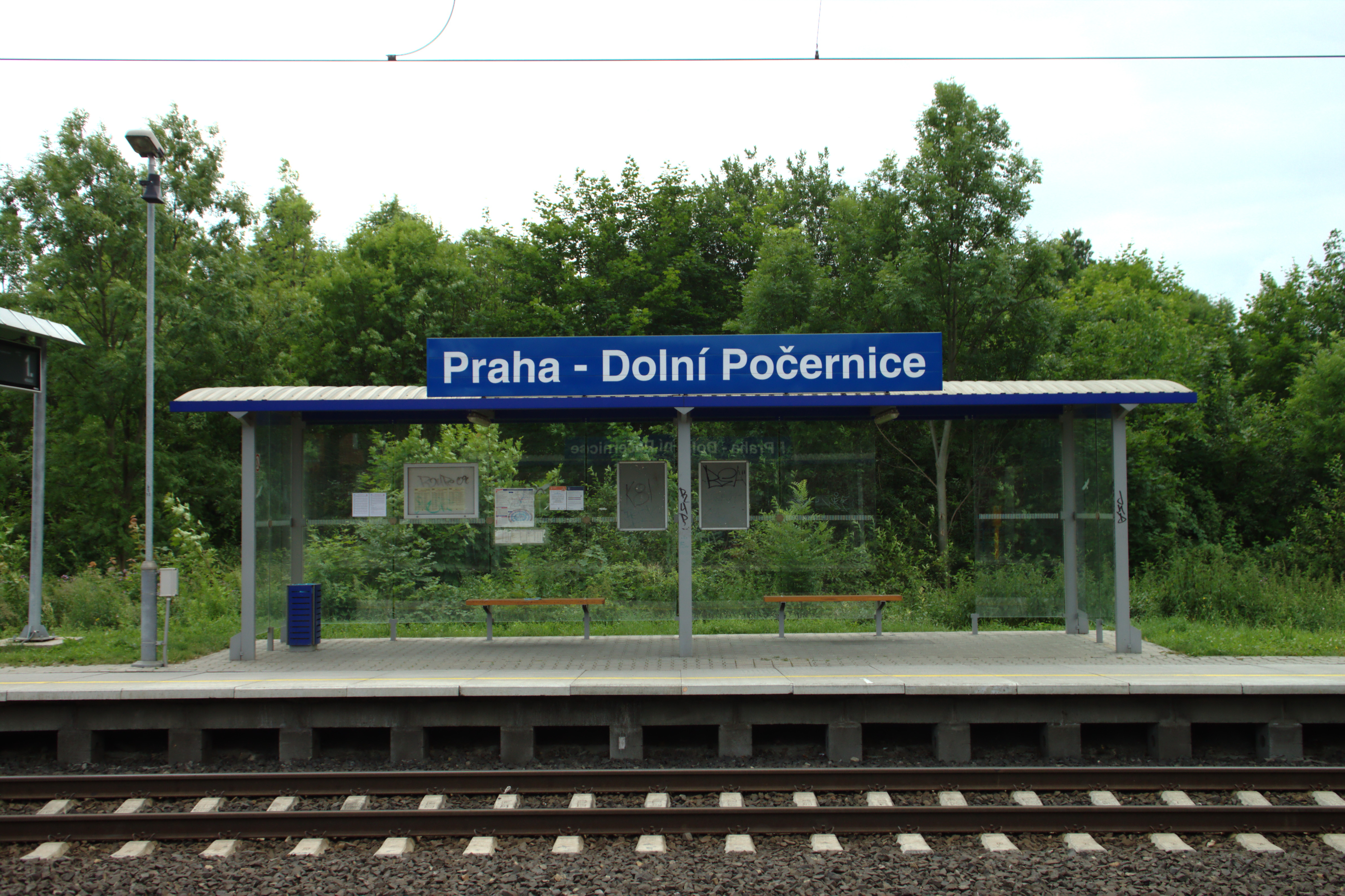
Praha-Dolní Počernice
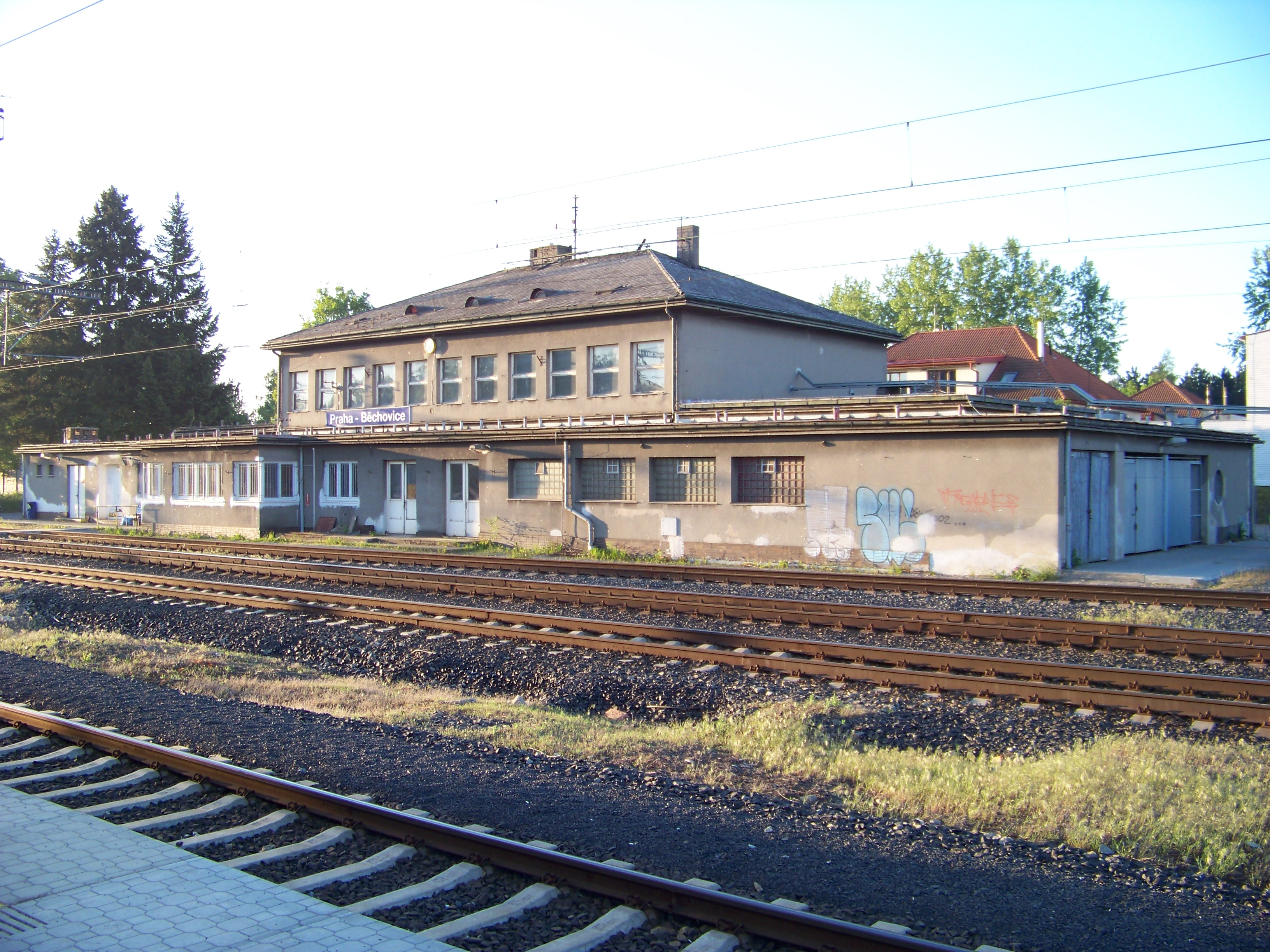
Praha-Běchovice
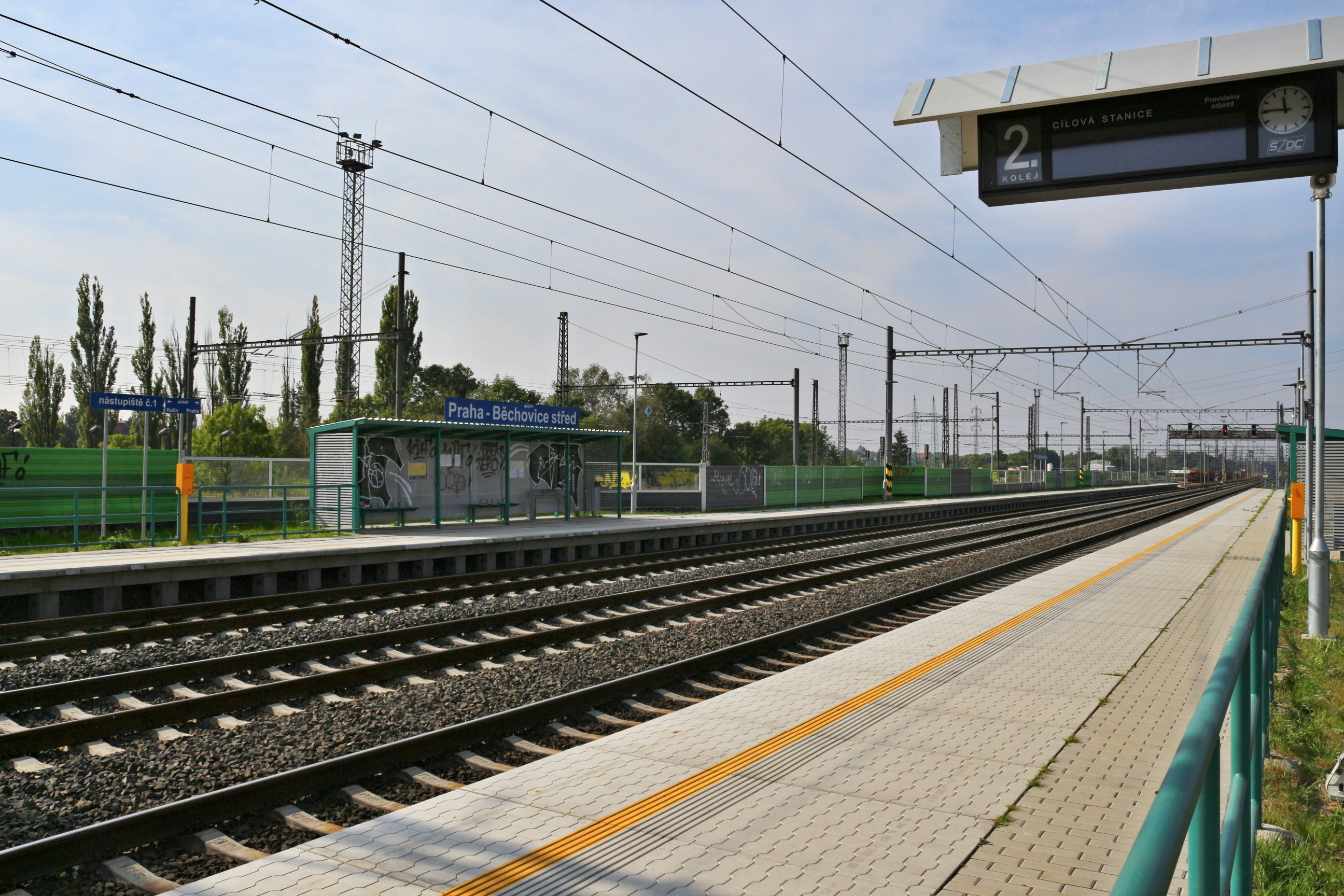
Praha-Běchovice střed
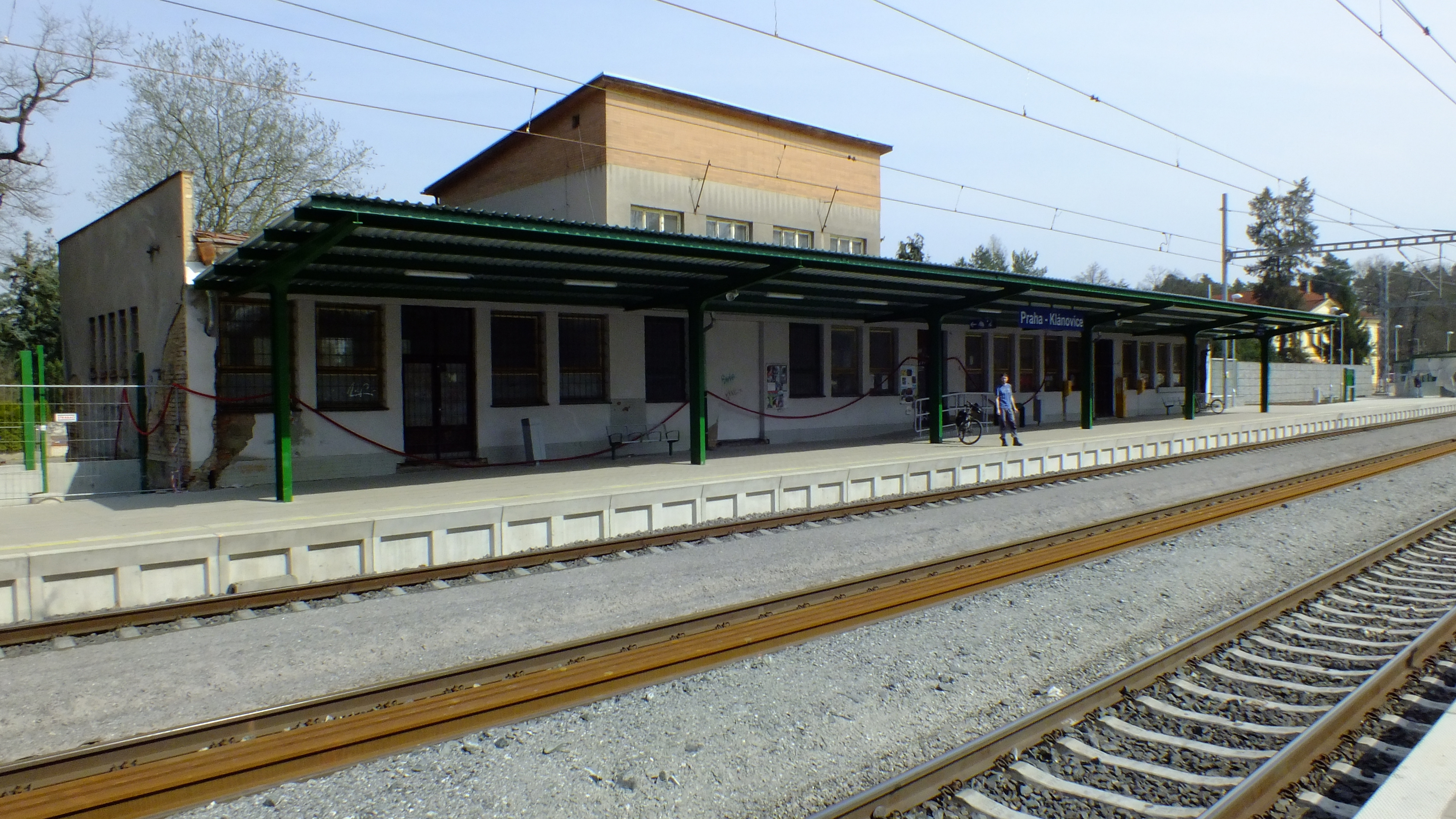
Praha-Klánovice
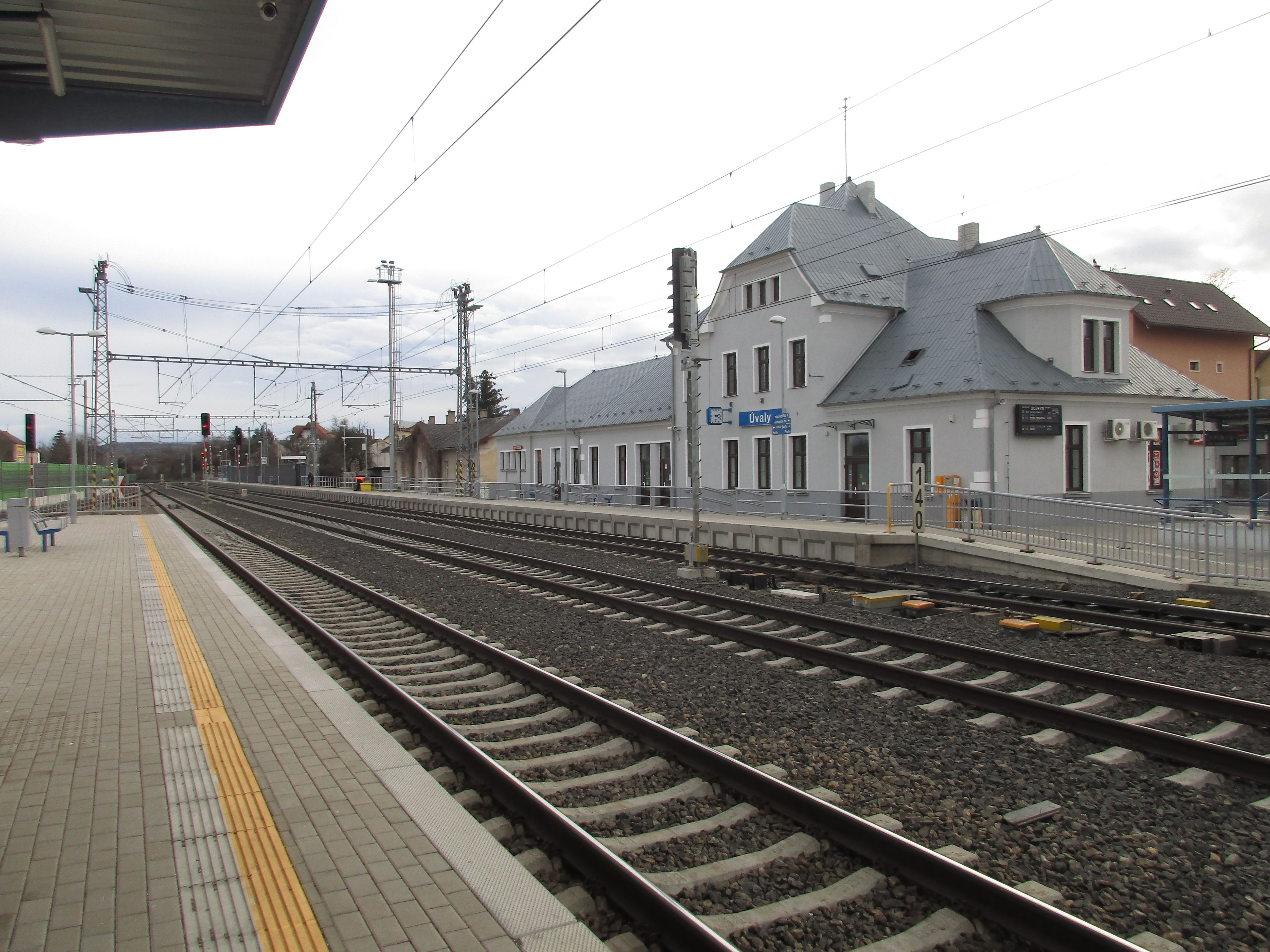
Úvaly
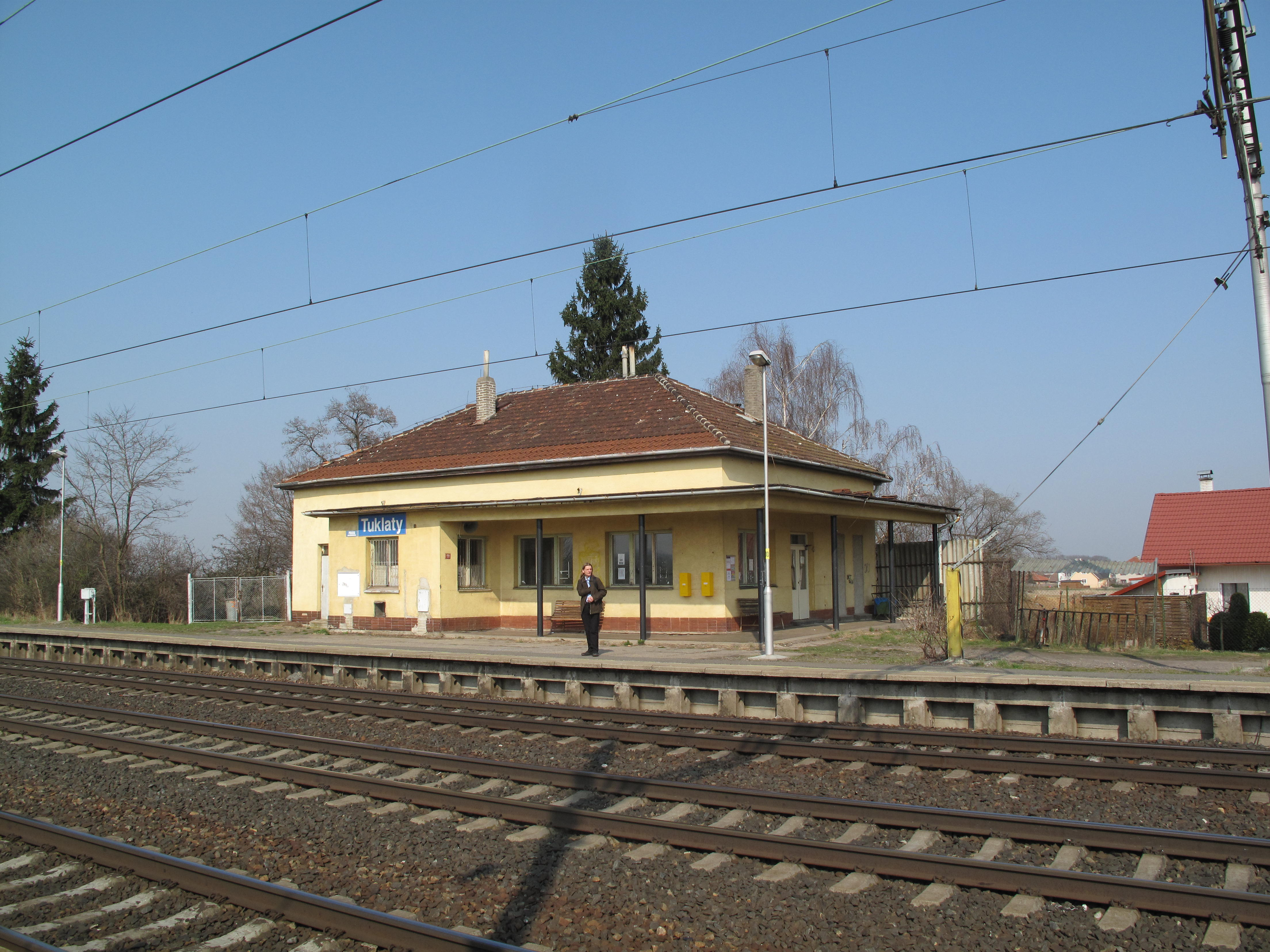
Tuklaty
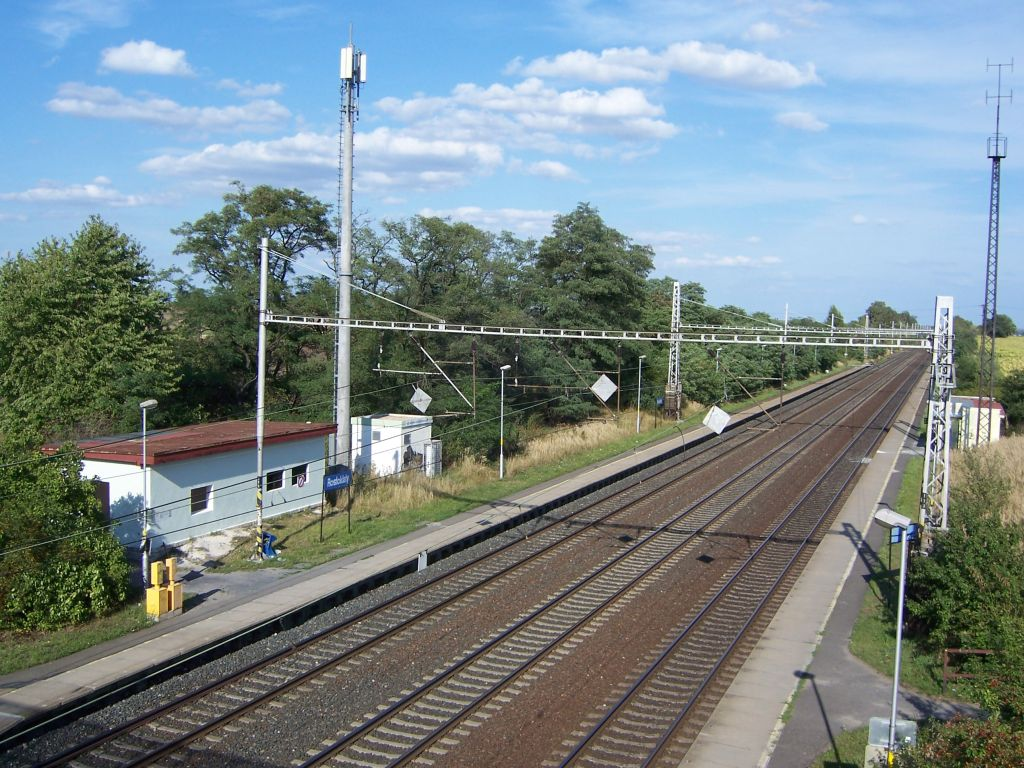
Rostoklaty
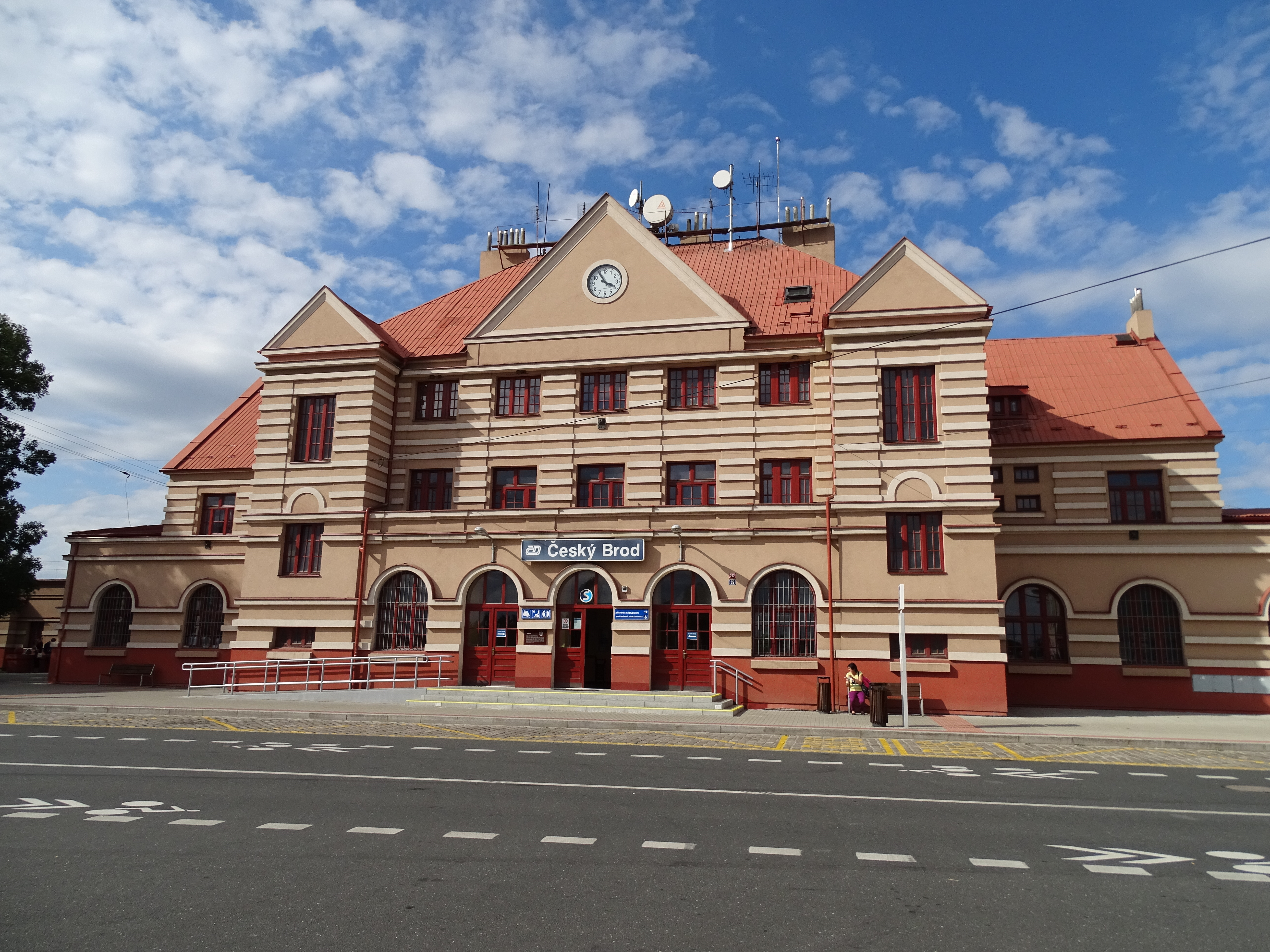
Český Brod
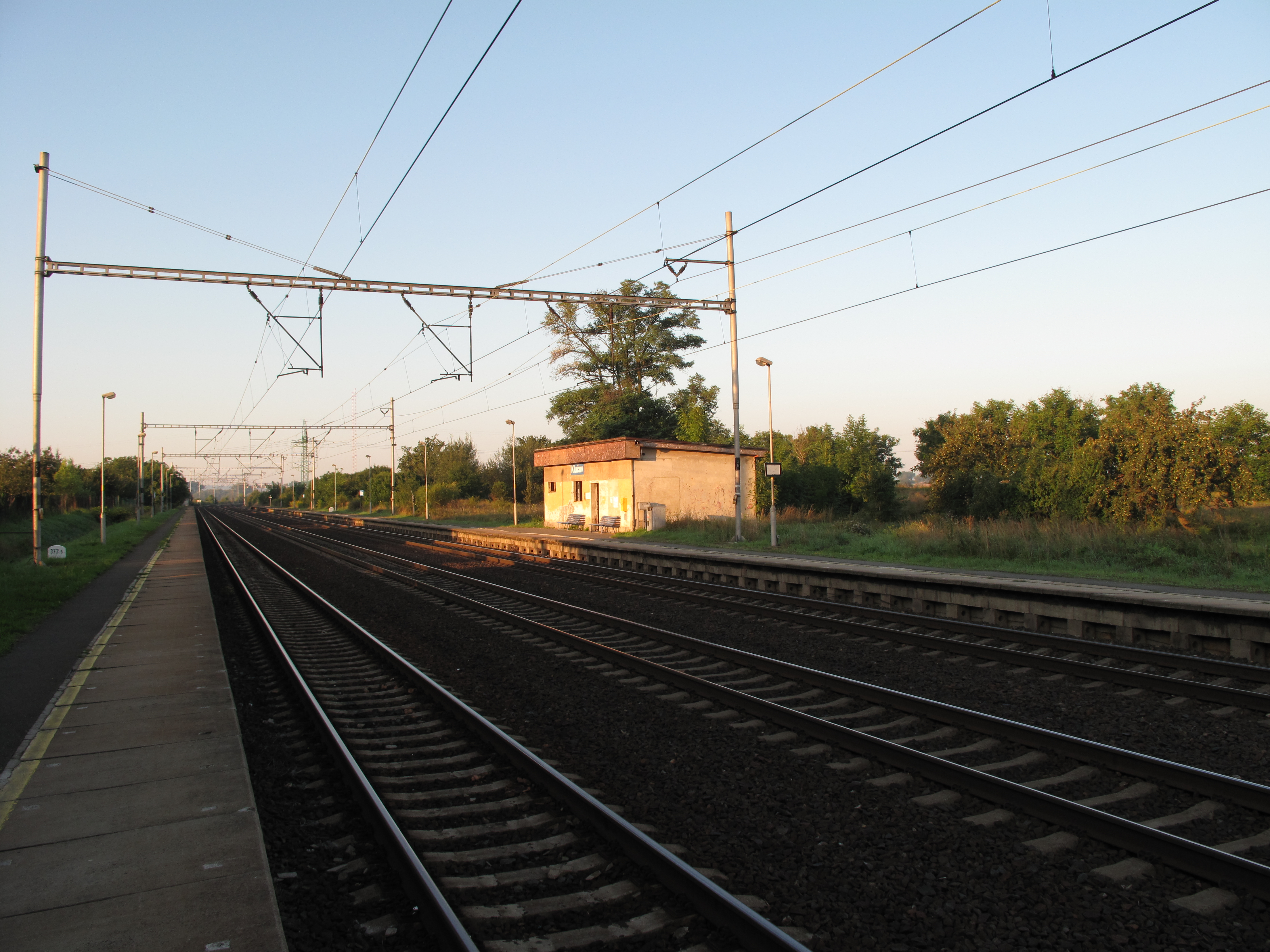
Klučov
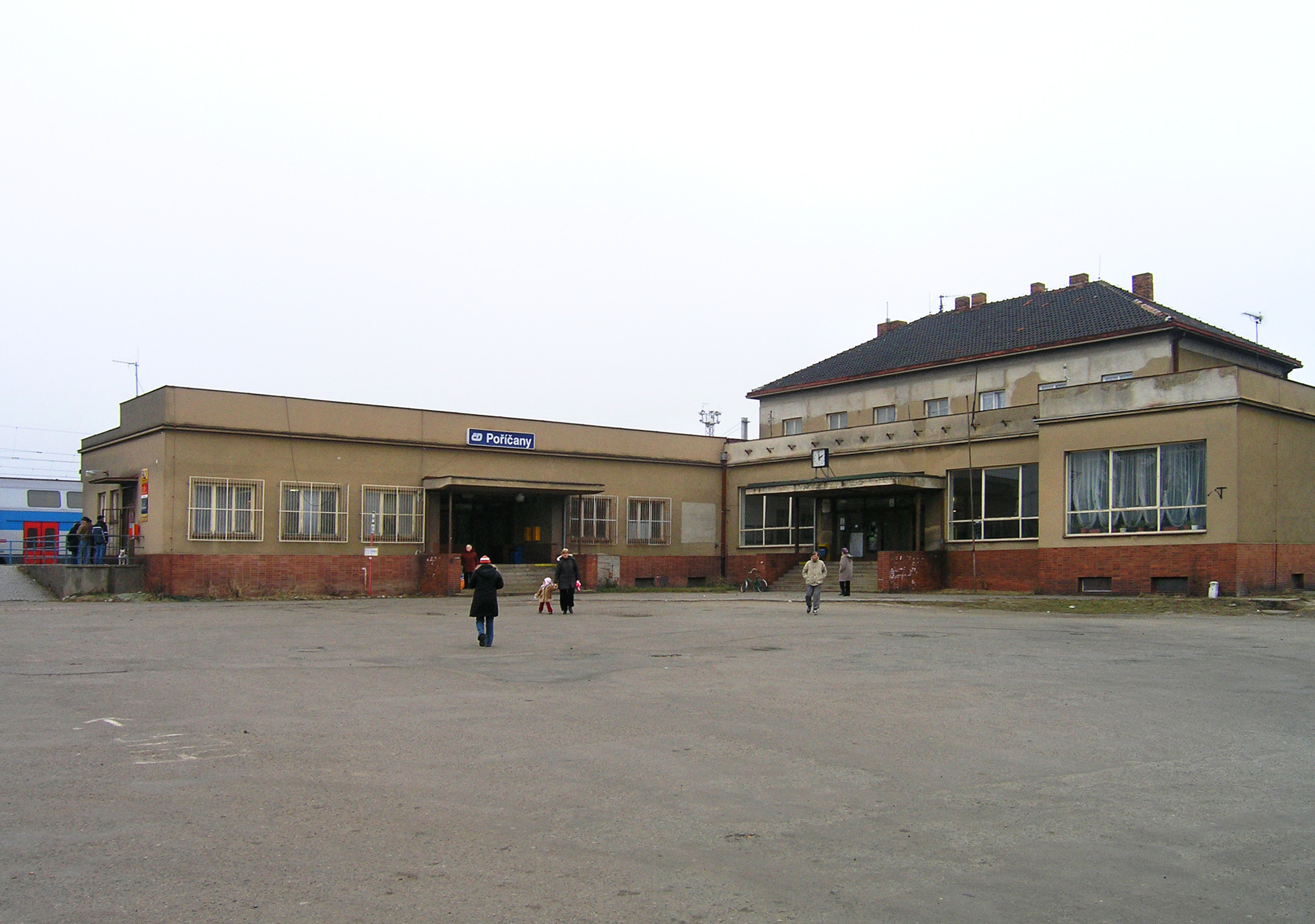
Poříčany
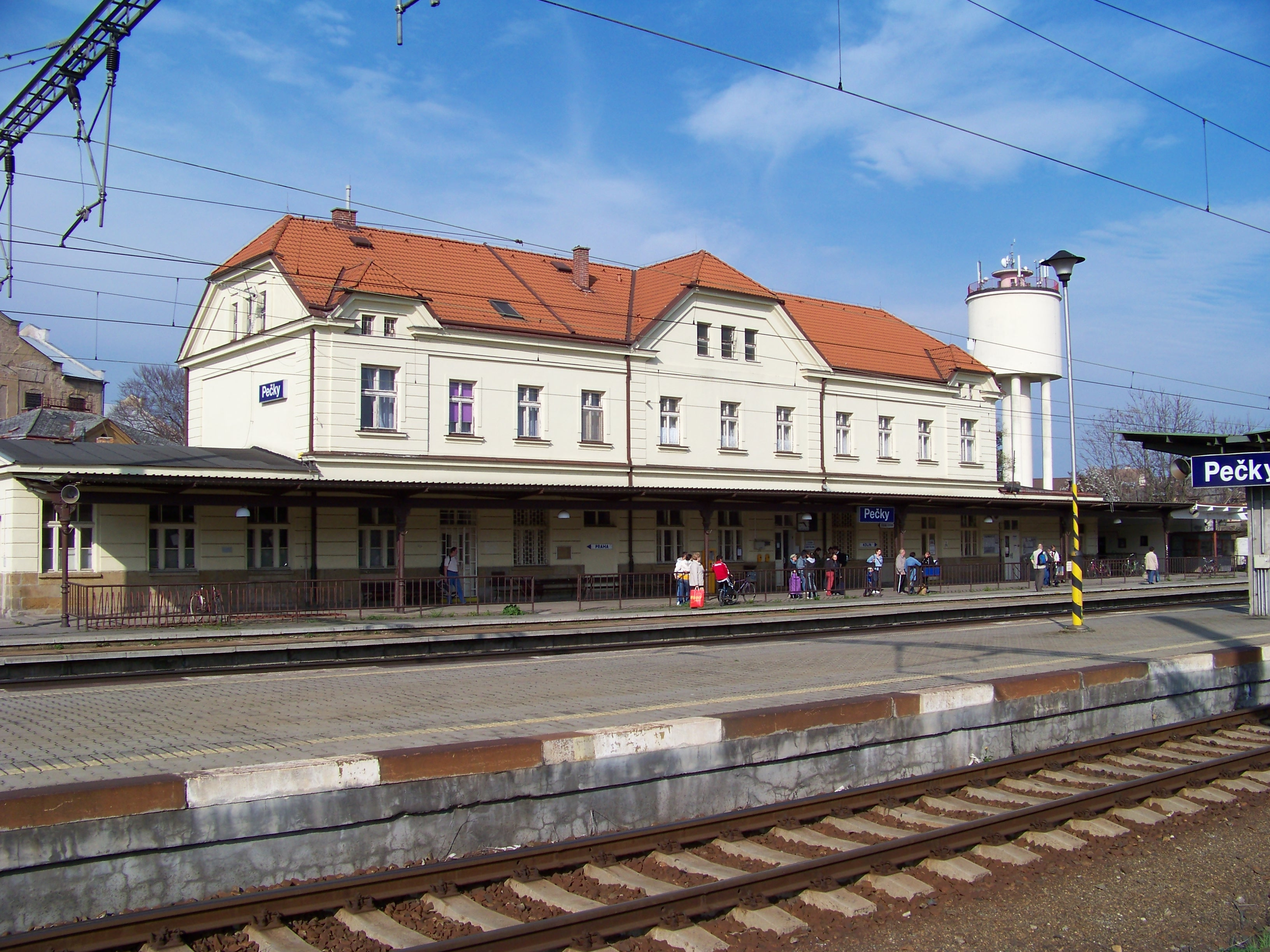
Pečky
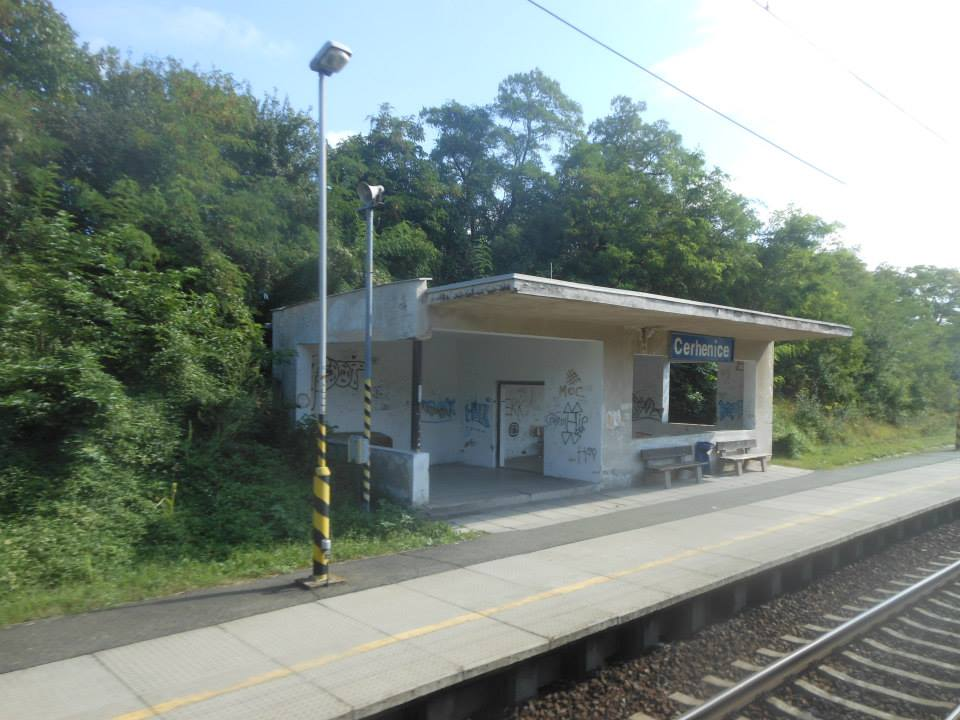
Cerhenice
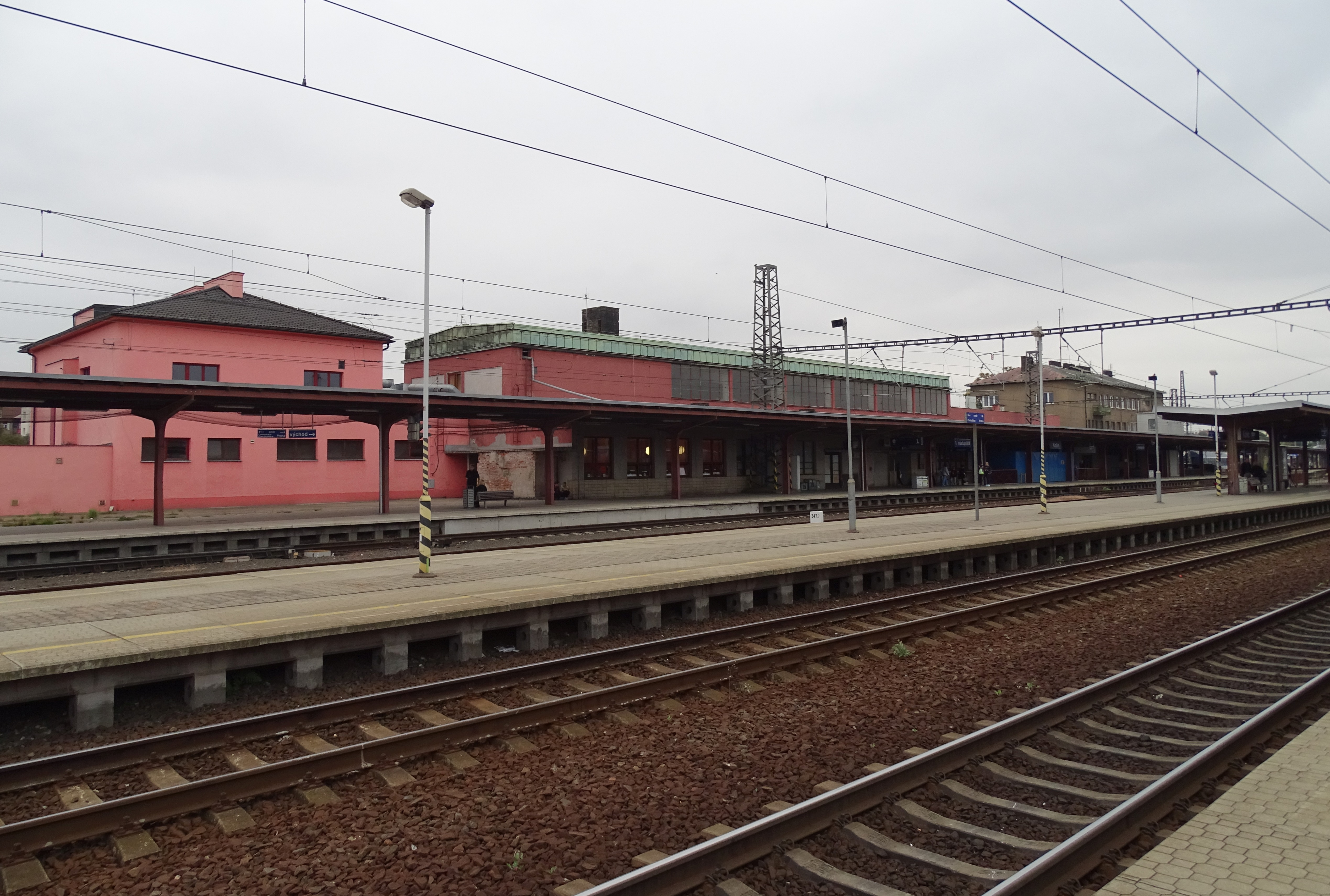
Kolín
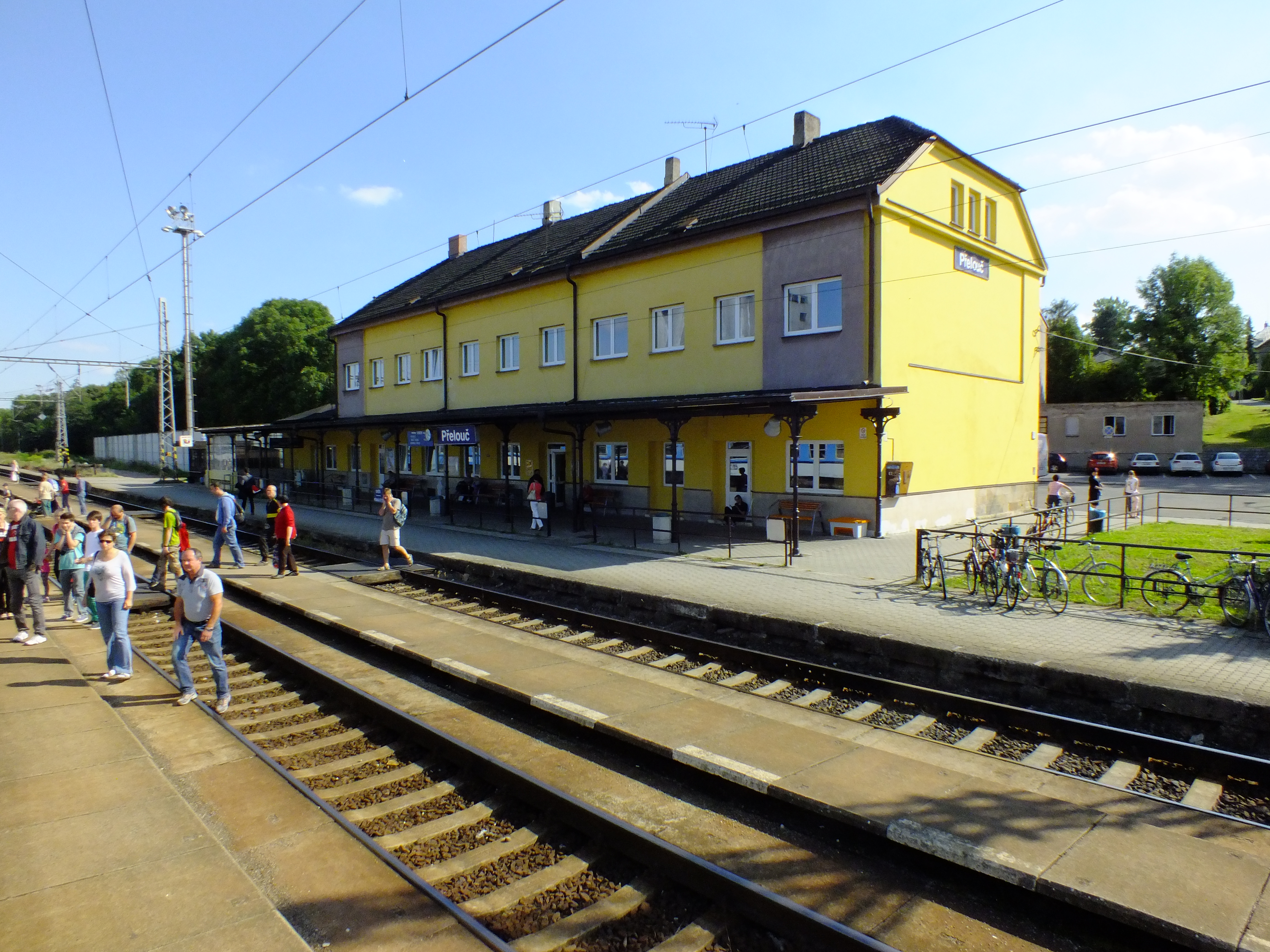
Přelouč
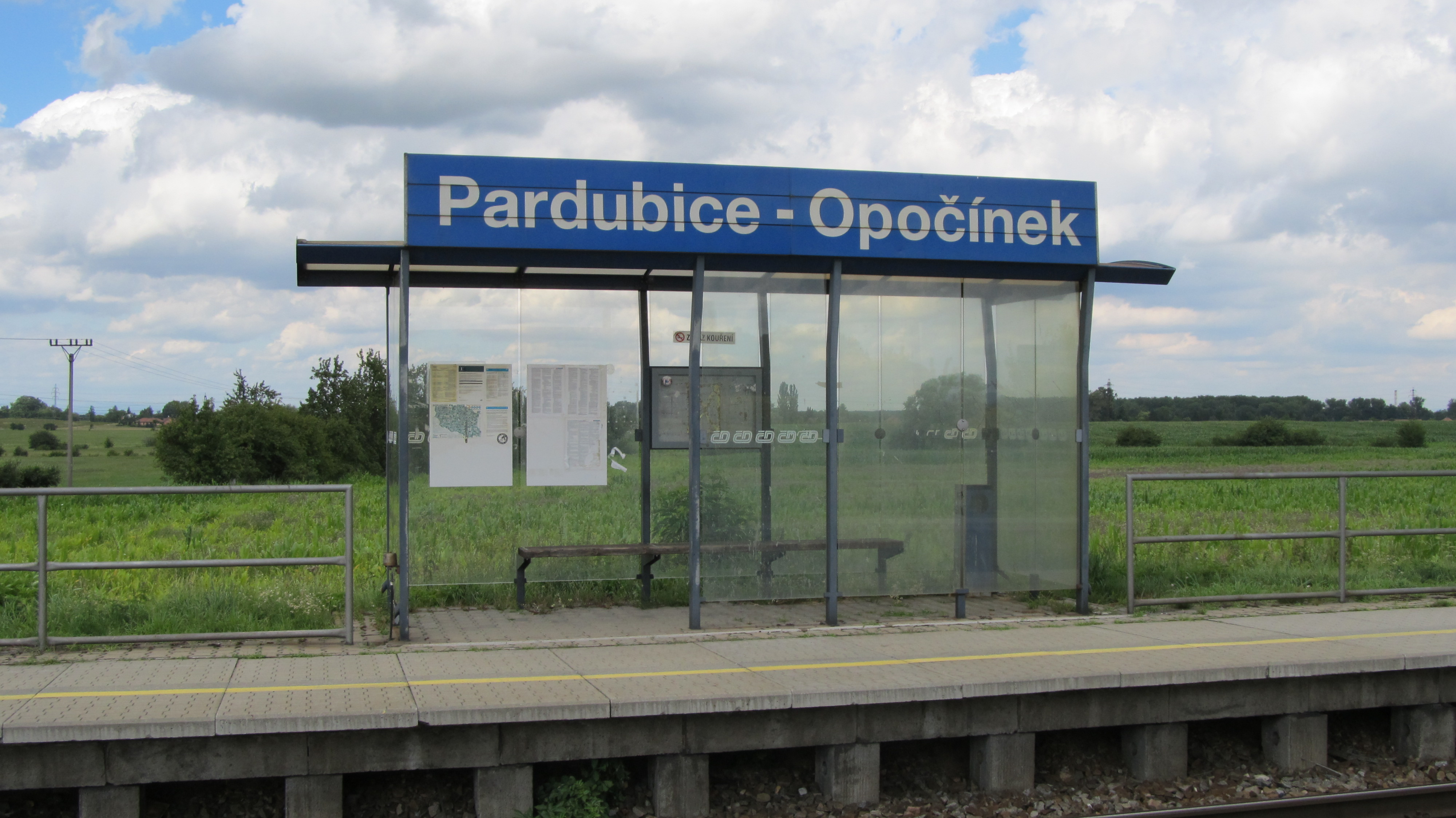
Pardubice-Opočínek
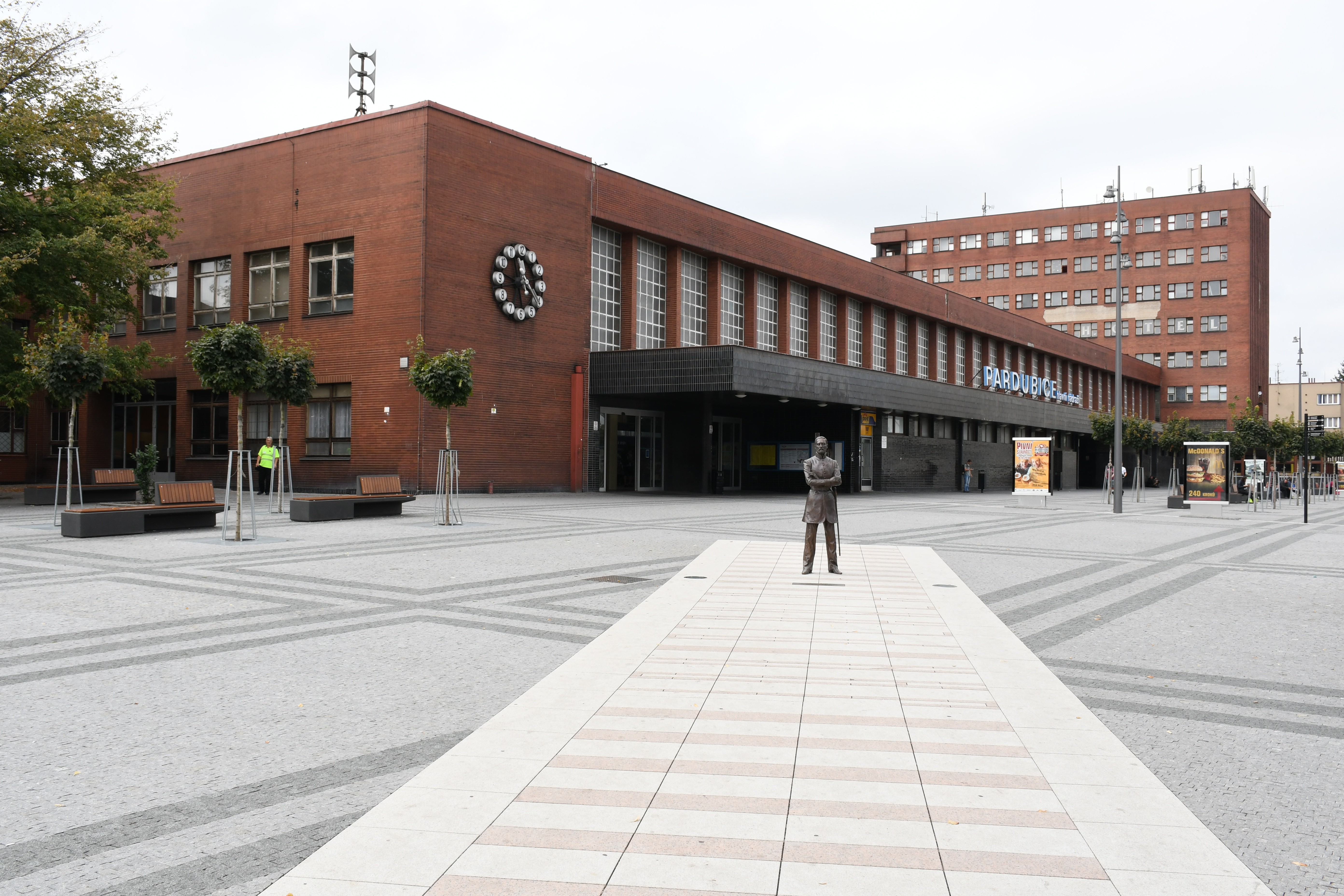
Pardubice hl.n.
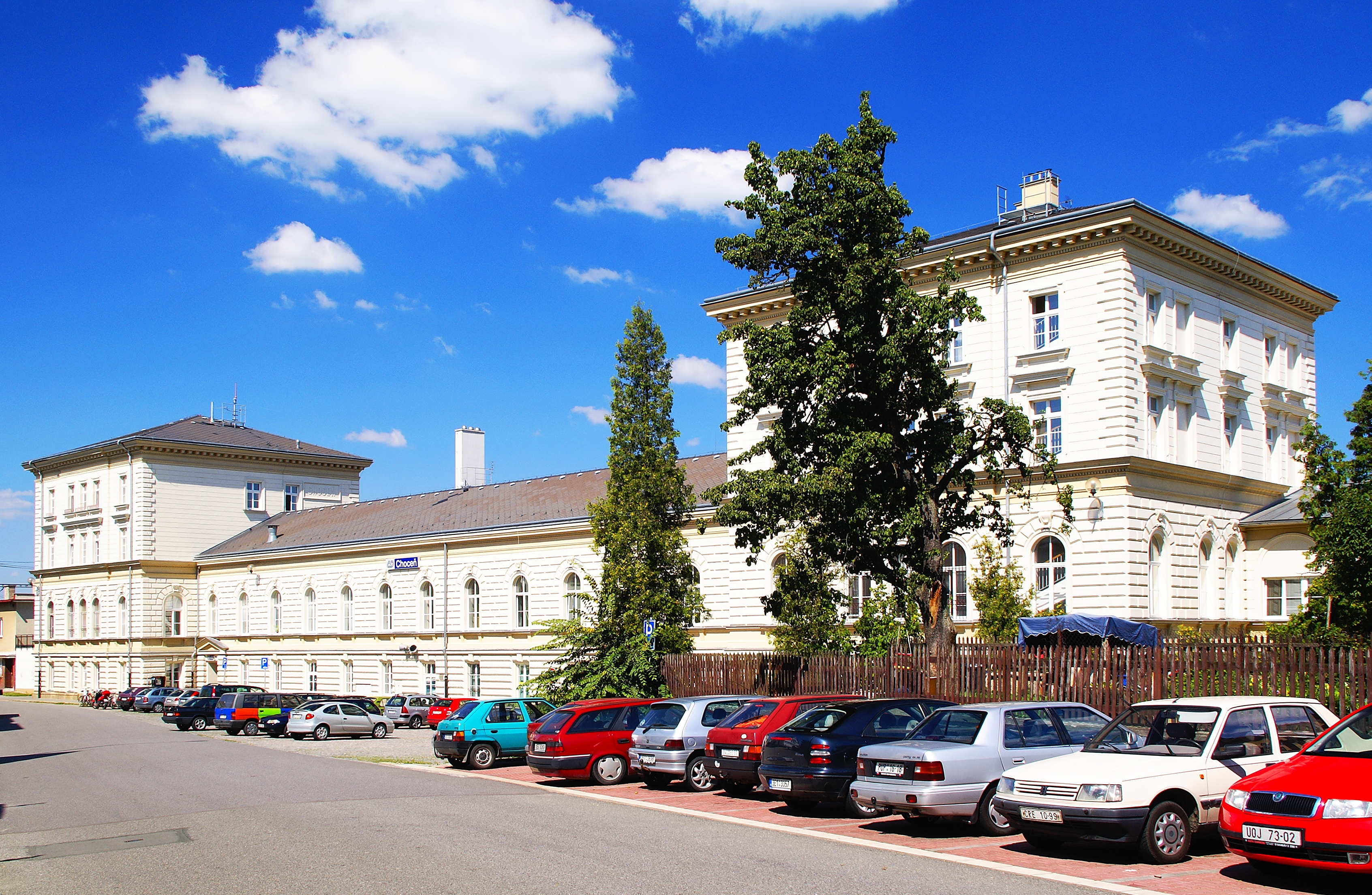
Choceň
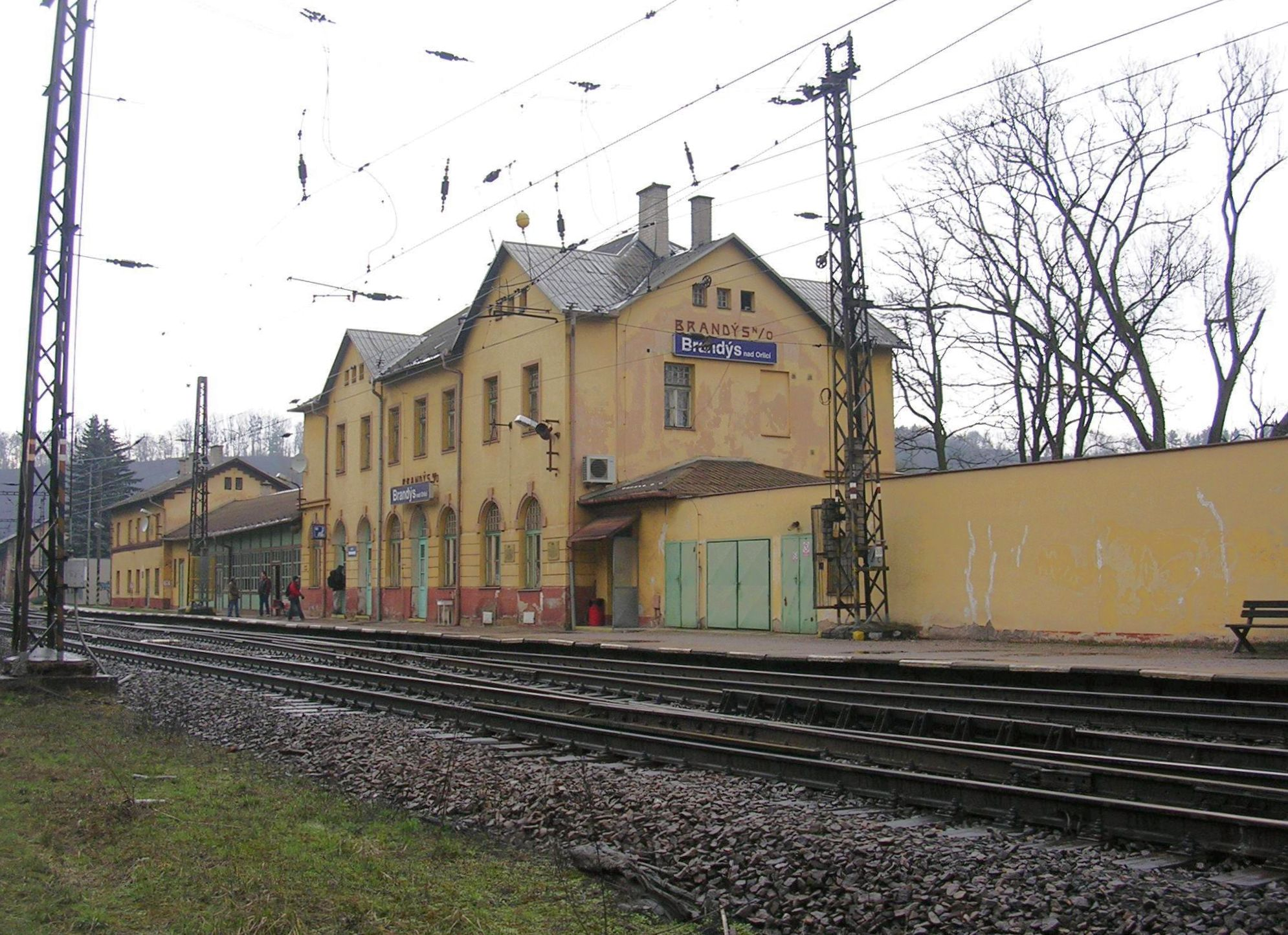
Brandýs nad Orlicí
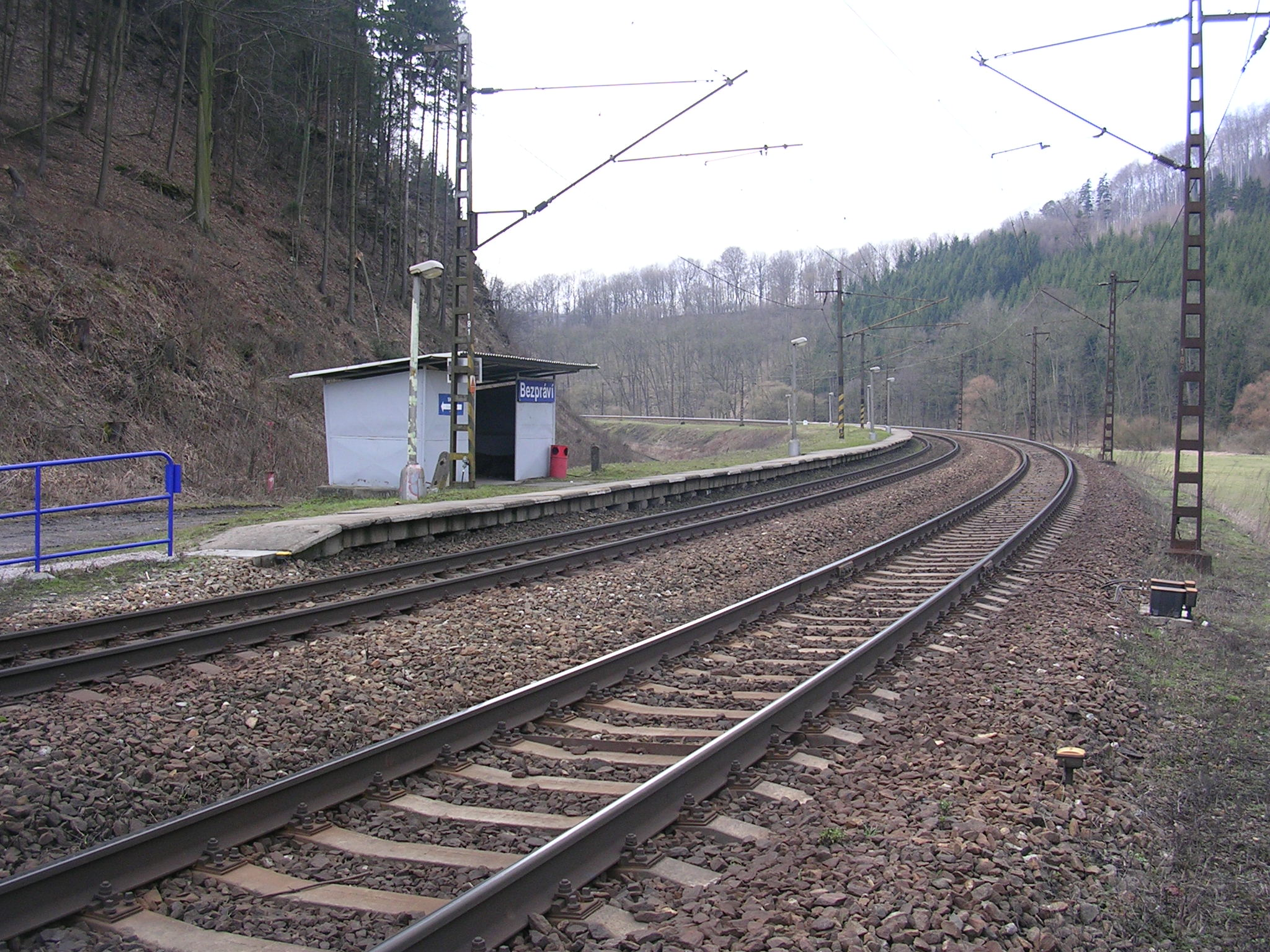
Bezpráví
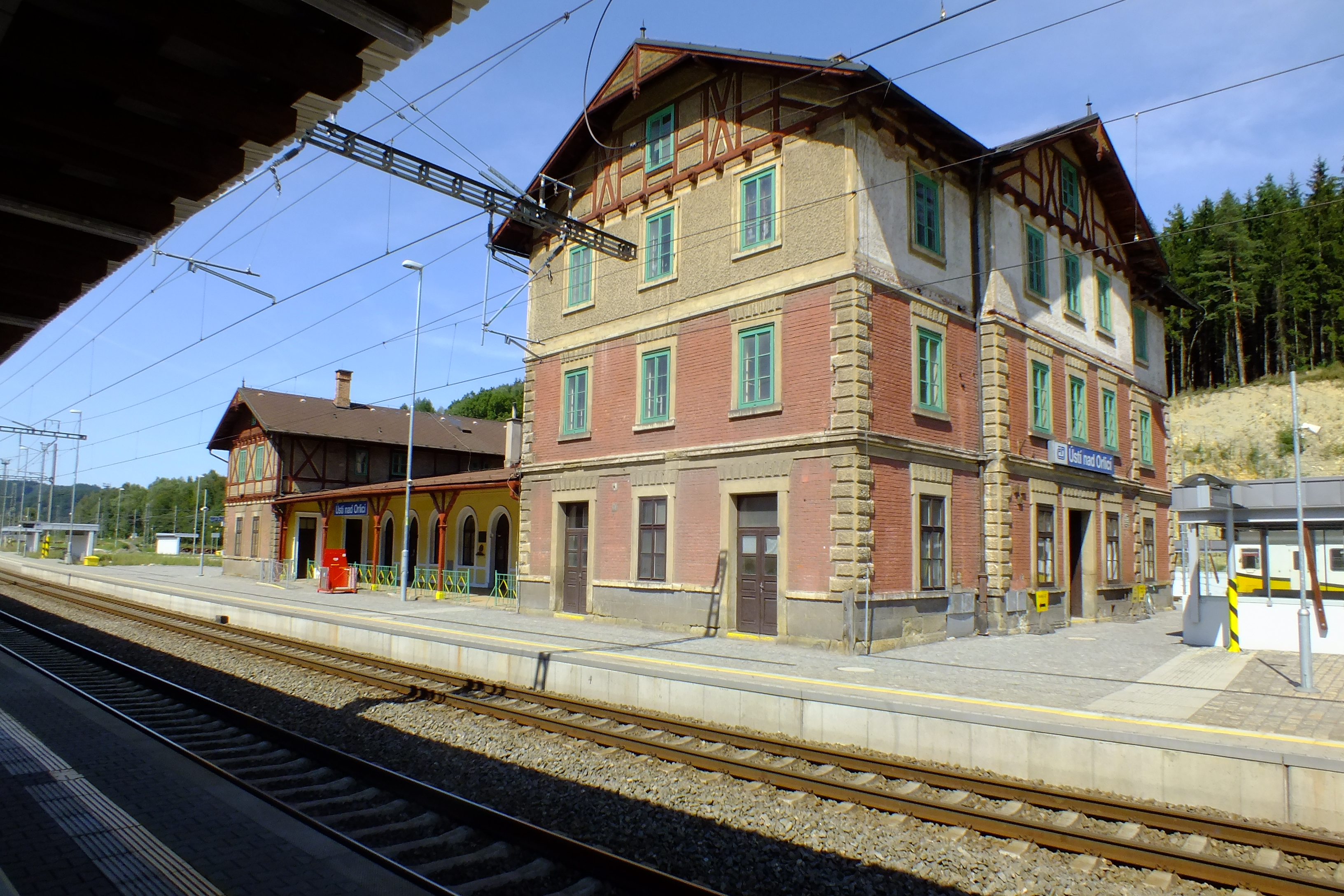
Ústí nad Orlicí
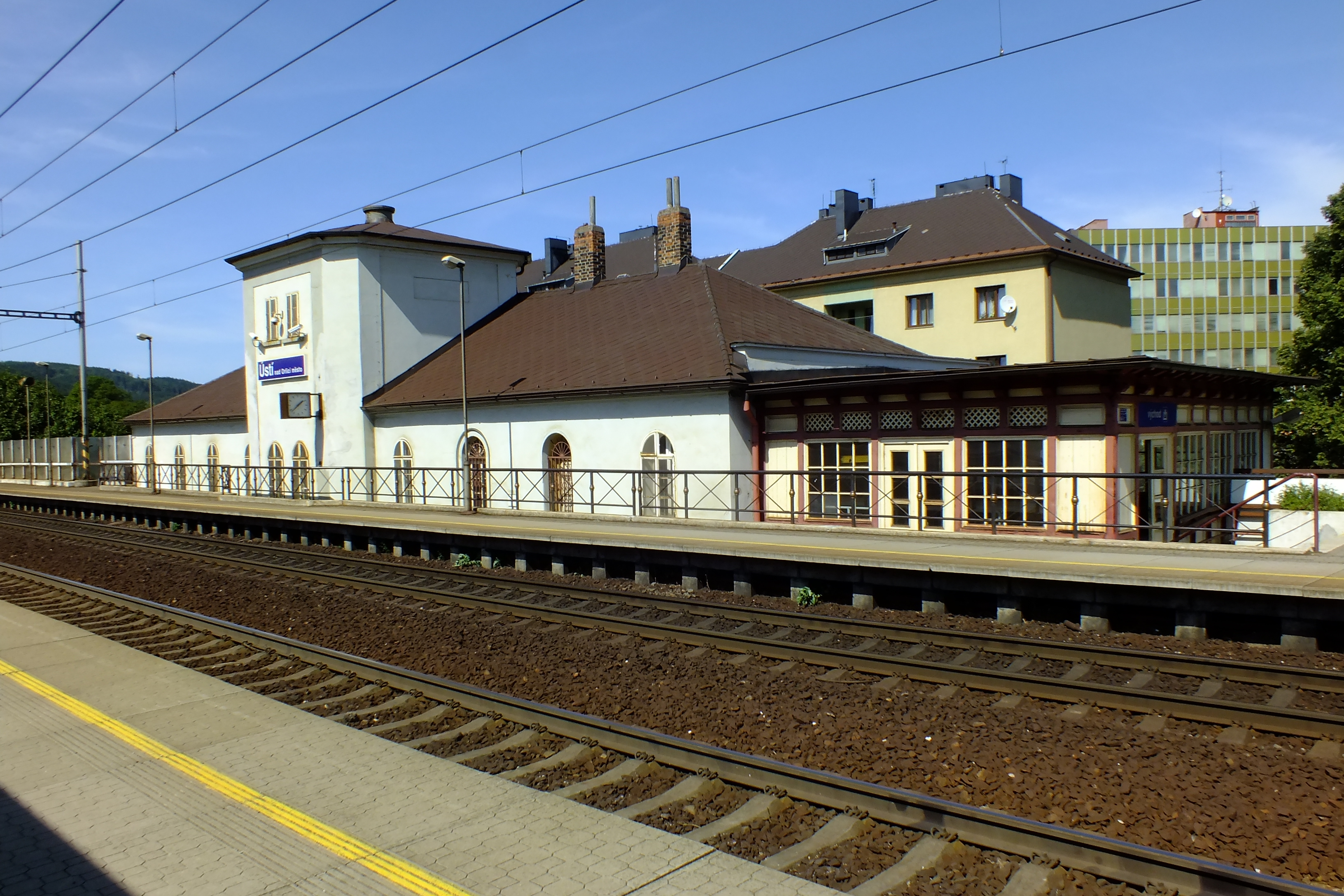
Ústí nad Orlicí město
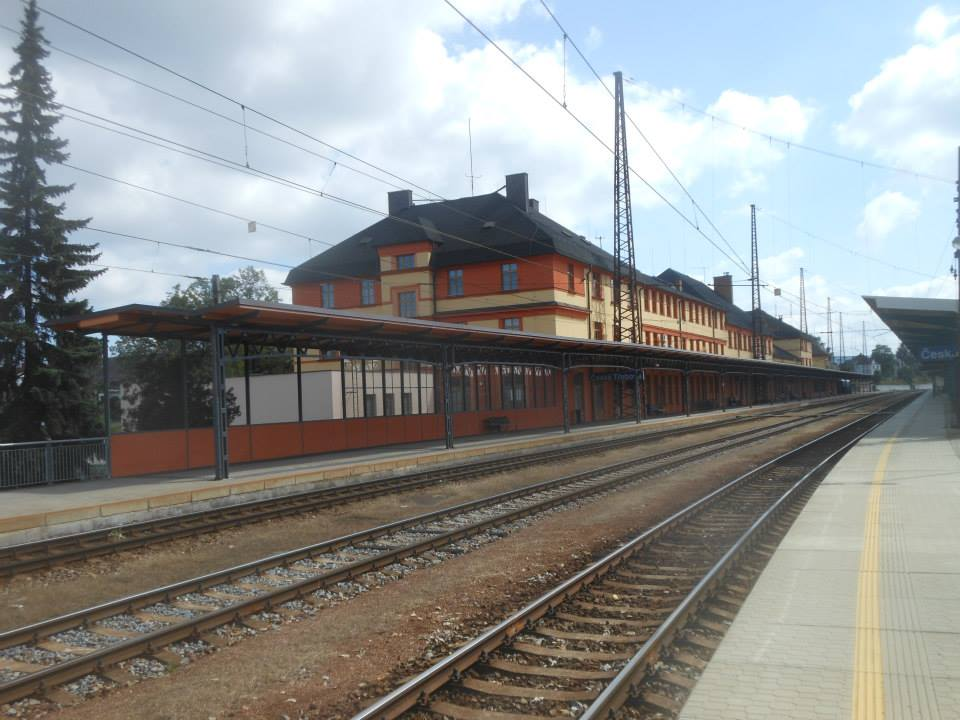
Česká Třebová